# Florent Urani
Florent Urani (né le 3 août 1990 à Châteauroux) est un judoka français. Il est actuellement licencié au club de Sainte-Geneviève Sports et évolue à l'Institut National du Sport, de l'expertise et de la Performance (INSEP). 
Il a participé aux premiers Jeux Européens en 2015 où il devient champion d'Europe par équipe.  

## Biographie

### Début de Carrière
D'une mère béninoise et d'un père infirmier pour Médecin du Monde, il vit en Côte d'Ivoire jusqu'à l'âge de 4 ans. Il commence le judo à 7 ans au club de Nice Judo. Florent progresse rapidement et devient champion de France Cadet en 2006.  

### Carrière en Équipe de France
Il intègre l'Insep à 18 ans, ce qui lui permet de se frotter aux meilleurs judokas français.
En 2009, c'est l'éclosion au niveau junior synonyme d'espoir pour la suite de sa carrière. Cette année-là il devient champion de France Juniors à Paris et il monte sur les podiums internationaux : 2e des Championnats d'Europe Juniors (à Yerevan) et 3e des Championnats du Monde Juniors (à Paris).
En 2010, il intègre l’équipe de France Séniors et il devient Champion de France Universitaire à Toulouse (en - 66 kilos). L'année suivante c'est avec l’équipe de France universitaire que Florent Urani obtient ses meilleurs résultats lors de l'Universiade à Shenzen avec une 3e place en individuel et une 2e place en équipes.
Florent Urani connait ensuite plusieurs blessures qui ne l’empêchent pas d'avoir des résultats sur la scène internationale. L'année 2012 marque un tournant dans sa carrière car il décide de changer de catégorie en passant en - de 73 kilos où il remporte 2 tournois World Cup : Rome et Prague. Il termine également 3e de la Coupe d’Europe des clubs à Istanbul.
L'année 2013 est une saison blanche du fait d'une rupture des ligaments croisées.
2014 marque son retour avec une place de troisième par équipe aux Champions d’Europe par équipes à Montpellier.
En 2015, il participe aux premiers Jeux Européens organisé à Bakou. Pour sa première cape avec l’équipe de France dans un grand championnat individuel, Florent remporte son 1er tour mais doit s'incliner face au Géorgien Tatalashvili. Par équipe il devient Champion d'Europe de Judo par Équipe 2015.

### Clubs
- 1997 à 2001 : A.S.L.Nice section judo
- 2001 à 2003 : Nice élite Judo
- 2003 à 2012 : Nice Judo
- 2012 à 2016 : SGS Judo
- 2016 à 2018 : US Orléans
- 2018 à 2019 : Olympique Judo Nice
- Depuis 2019 : Flam 91

### Vie professionnelle et associative
Depuis 2018, il est entraineur au Flam 91.
Florent Urani est également le parrain d'« Enfance et développement du Bénin, », association humanitaire à but non lucratif qui soutient un orphelinat et un internat de jeunes filles situés au nord du Bénin.

## Palmarès
| Année | Compétition                       | Lieu          | Résultat | Catégorie |
| ----- | --------------------------------- | ------------- | -------- | --------- |
| 2006  | Championnat de France Cadet       | Paris         | 1er      | -50 kg    |
| 2007  | Championnat de France Junior      | Paris         | 2e       | -55 kg    |
| 2007  | Championnat de France UNSS junior | Chatellerault | 1er      | -55 kg    |
| 2008  | Championnat de France Junior      | Paris         | 2e       | -60 kg    |
| 2009  | Championnat du monde Junior       | Paris         | 3e       | -60 kg    |
| 2009  | Championnat d'Europe Junior       | Yerevan       | 2e       | -60 kg    |
| 2009  | Championnat de France Junior      | Paris         | 1er      | -60 kg    |
| 2010  | Grand Prix                        | Tunis         | 3e       | -66 kg    |
| 2011  | Universiade par équipe            | Shenzen       | 2e       | -66 kg    |
| 2011  | Universiade                       | Shenzen       | 3e       | -66 kg    |
| 2012  | Championnat de France             | Montpellier   | 2e       | -73 kg    |
| 2012  | Coupe d'Europe des Clubs          | Istanbul      | 3e       | -73 kg    |
| 2012  | World Cup                         | Rome          | 1er      | -73 kg    |
| 2012  | World Cup                         | Prague        | 1er      | -73 kg    |
| 2012  | Grand Chelem                      | Tokyo         | 5e       | -73 kg    |
| 2013  | Grand Chelem                      | Paris         | 7e       | -73 kg    |
| 2014  | Grand Chelem                      | Baku          | 2e       | -73 kg    |
| 2014  | Championnat d'Europe              | Montpellier   | 3e       | -73 kg    |
| 2014  | Grand Prix                        | Zagreb        | 3e       | -73 kg    |
| 2015  | Championnat d'Europe par équipes  | Baku          | 1er      | -73 kg    |
| 2016  | Championnat de France par équipes | Lyon          | 1er      | -73 kg    |
| 2016  | Championnat de France             | Montbéliard   | 3e       | -73 kg    |
| 2017  | Universiades                      | Taipai        | 2e       | -73 kg    |